# Dere bivittata
Dere bivittata är en skalbaggsart som beskrevs av Hayashi 1976. Dere bivittata ingår i släktet Dere och familjen långhorningar. Inga underarter finns listade i Catalogue of Life.